# دوغ كيربي
دوغ كيربي (بالإنجليزية: Doug Kirby)‏ هو كاتب أمريكي، ولد في 1957.

## وصلات خارجية
- دوغ كيربي على موقع IMDb (الإنجليزية)